# Le Noël magique de Franklin
 (octobre 2015).
Si vous disposez d'ouvrages ou d'articles de référence ou si vous connaissez des sites web de qualité traitant du thème abordé ici, merci de compléter l'article en donnant les références utiles à sa vérifiabilité et en les liant à la section « Notes et références ».
Pour plus de détails, voir Fiche technique et Distribution.
Le Noël magique de Franklin (Franklin's Magic Christmas) est un film de Noël canado-américano-français sorti le 6 novembre 2001.
Il s'agit d'un long métrage consacré au personnage de la série télévisée du même nom.

## Synopsis
Franklin, ses parents et sa petite sœur Harriet se rendent dans la ferme de ses grands-parents maternels pour y passer Noël. Toutefois, une tempête s'abat sur la campagne et le grand-père se blesse en l'absence des parents, ce qui pousse Franklin et la petite Harriet à partir chercher du secours, non sans recevoir l'aide providentielle d'un mystérieux renne…

## Distribution
- Arthur Anger : Franklin
- Colette Sodoyez : Mère de Franklin
- Patrick Donnay : Père de Franklin
- Baptiste Hupin : Martin
- Carole Baillien, Ioanna Gkizas, Alice Ley, Bernard Faure : Voix additionnelles